# Marek Svatoš
Marek Svatoš (ur. 17 czerwca 1982 w Koszycach, zm. 5 listopada 2016 w Lone Tree w USA) – słowacki hokeista, reprezentant Słowacji, olimpijczyk.

## Kariera
- HC Košice (1996-2000)
- Kootenay Ice (2000-2002)
- Hershey Bears (2002-2003)
- Colorado Avalanche (2003-2004)
- Hershey Bears (2004-2005)
- Colorado Avalanche (2005-2010)
- Awangard Omsk (2010)
- Nashville Predators (2010-2011)
- Ottawa Senators (2011)
- Slovan Bratysława (2012-2013)
- HC Koszyce (2013-2014)

Wychowanek HC Košice. Od stycznia 2013 zawodnik Slovana Bratysława. Podpisał umowę do końca sezonu KHL (2012/2013). Od września 2013 ponownie zawodnik HC Koszyce.
Uczestniczył w turniejach mistrzostw świata juniorów do lat 18 w 2000, mistrzostw świata juniorów do lat 20 w 2002, zimowych igrzysk olimpijskich w 2006, mistrzostw świata w 2010.
Był żonaty z Amerykanką Dianą, z którą zamieszkał w Denver, miał dwoje dzieci. Zmarł na początku listopada 2016.

## Sukcesy
Klubowe
- Memorial Cup: 2002 z Kootenay Ice
- Ed Chynoweth Cup: 2002 z Kootenay Ice
- Złoty medal mistrzostw Słowacji: 2014 z HC Koszyce

Indywidualne
- Mistrzostwa świata juniorów do lat 20 w 2002:
  - Pierwsze miejsce w klasyfikacji strzelców turnieju: 7 goli
  - Skład gwiazd turnieju